# Sint-Martinuskerk (Eichem)

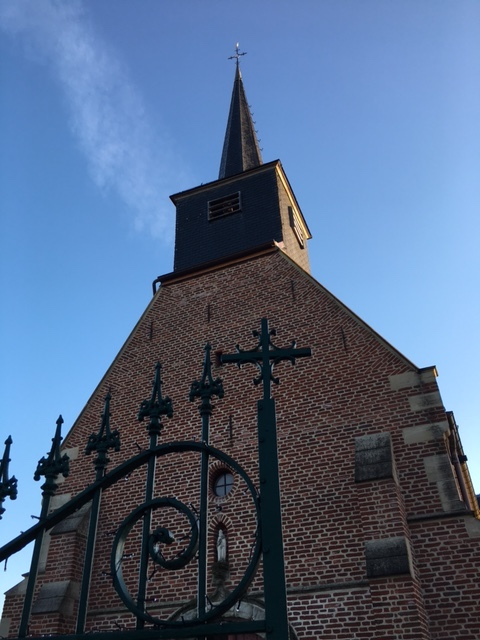
Op de voorgrond de toegangspoort naar de kerksite. Daarachter bevindt zich de voorgevel met daarboven een nis gewijd aan de heilige Martinus en de klokkentoren.

De Sint-Martinuskerk is een rooms-katholieke kerk in het dorp Eichem in Appelterre-Eichem in de Belgische stad Ninove. De kerk is toegewijd aan de heilige Martinus van Tours.

## Geschiedenis
Alhoewel Eichem en Appelterre reeds lang versmolten zijn tot één geheel, heeft Eichem zijn eigen bidplaats. Evenals de kerk van Appelterre stond de kerk van Eichem onder het patronaatsrecht van de Sint-Gertruikapittel van Nijvel. Het gotisch kruiskerkje, daterend uit de 14e eeuw, was oorspronkelijk een kapel en werd opgetrokken in rode baksteen en zandsteen. In de 16e eeuw evolueerde de kapel tot een rechthoekig zaalkerkje met dwarsbeuk. 
Geschreven informatie over de historiek van de kerk ontbreekt bijna volledig. In het begin van de 17e eeuw wordt zij beschreven als bouwvallig. In 1688 werd de kerk door invallende Franse troepen volledig verwoest en afgebrand. Zij werd blijkbaar wel snel hersteld, vermits de aankoop van een nieuw altaar in 1695 reeds werd vermeld.  
In de 16e en mogelijk ook in de 17e eeuw had Eichem een eigen pastoor. Op het einde van de 18e eeuw was dat niet meer het geval. 
Omstreeks 1792 had de kerk een inkomen van 55 gulden per jaar en waren de inwoners van oordeel dat zij een eigen pastoor of kapelaan mochten hebben, zoals dat in de 16e eeuw en begin 17e eeuw het geval was. Deze vraag kon niet worden ingewilligd en het is pas op het einde van de 19e eeuw dat een nieuw verzoek vruchten afwierp. Eichem kreeg een onderpastoor die iedere zon- en heiligdag de H. Mis opdroeg. Voor feestdagen als Pasen, Sinksen, Kerstdag en de Heilige Geertrui moest men zich naar de hoofdkerk in Appelterre begeven. In Appelterre werd de mis opgedragen door de pastoor zelf.
Er waren drie altaren. De twee zijaltaren waren toegewijd aan Onze-Lieve-Vrouw (vermoedelijk onze lieve vrouw ter nood) en de heilige Martinus, patroon van Eichem. Aangezien het aantal parochianen sterk groeide doorheen de tijd werd de kerk te klein in de 20e eeuw en moest men naar oplossingen zoeken. Vermoedelijk werden in de jaren 40 daarom de zijbeuken ontdaan van hun altaren zodat er extra plaatsen beschikbaar waren.
In 1942 werd de rode bakstenen vloer vervangen door cementtegels en in 1963 werden het torentje en de voorgevel met een laag cement afgezet, zodat dit kerkje veel van zijn waarde verloor. Wegens de slechte staat van de kerk werd er in 2015 overgegaan tot een totaalrestauratie van zowel het interieur als het exterieur. De gecementeerde voorgevel werd verwijderd en de bakstenen muur werd in ere hersteld. Zo kreeg de kerk haar oorspronkelijk uiterlijk terug.
De kerk, het kerkhof, de kerkhofmuur, het inkomhek en het kerkpad dat leidt naar de kerk werden in 2001 beschermd als monument.

## Beschrijving
De laatgotische rondboogpoort heeft een geprofileerde omlijsting die uitloopt op sokkeltjes en wordt bekroond door een accoladevormig druiplijstje met een kruisbloem en de zandstenen steekboogvenster (17e-18e eeuw). Getuigen van de vele verbouwingen zijn ook de twee gedichte zandstenen deuren in de noord- en zuidgevel.
De Sint-Martinuskerk heeft sinds lang een vrij sober interieur. Grote kerkschatten hoeft men hier niet te zoeken. De blikvanger is de kruisweg, geschilderd op kleine koperplaatjes, vermoedelijk uit het einde van de 18e eeuw, met reproducties van bekende meesterwerken. De preekstoel dateert van het begin van de 20e eeuw. Verder zijn er een volks beeldje van Sint-Martinus te paard en een nieuw beeld van voorgenoemde heilige uit 1963 gekapt door kunstenaar F. De Vos uit Destelbergen en geplaatst boven de toegangsdeur. Dit werd geschonken door Jules Clerebaut en Palmyre Vander Schueren, eigenaars van het hof te Clerebaut dat zich rechtover de kerk bevond.
Binnen de kerk vinden we nog twee achttiende-eeuwse grafstenen (1743 en 1772) ingemetseld in een zijbeuk van de kerk.

## Varia

### Legende van het Sint-Maartenbeeld
Niettegenstaande Appelterre en Eichem een en hetzelfde dorp zijn was er sinds eeuwen enige concurrentie tussen de twee gebieden. Beide hebben namelijk hun eigen parochiekerk en dit zorgde af en toe voor spanningen. In de Sint-Martinuskerk las de onderpastoor van Appelterre de mis. De pastoor zelf hield zich met de kerk in Appelterre bezig. De overlevering wil dat rond het jaar 1880 een viertal personen - waaronder de koster van Appelterre - van plan waren het Sint-Maartenbeeld uit de kerk van Eichem over te brengen naar de Sint-Getrudiskerk in Appelterre. Toen ze met het beeld op de grensscheiding kwamen, werden ze plots zo moe en begonnen ze zo te zweten dat ze geen stap meer voorwaarts konden gaan. Hoe ze zich ook inspanden, het bracht niets op. Terugkeren daarentegen ging vanzelf. Ten einde raad moesten ze met het beeld terugkeren naar zijn oorspronkelijke plaats in Eichem. Sindsdien is het beeld daar niet meer weggeweest.

### Het verhaal van Ciske Paap
Franciscus (Ciske) de Paepe was in de 19e-20e eeuw een inwoner van Eichem. In de week was hij landbouwer, in het weekend baatte hij een café uit. Zijn café bevond zich recht tegenover de poort van de kerk. Toen Appelterre een nieuwe pastoor kreeg, besloot die het periferisch mislezen in Eichem af te schaffen. De onderpastoor, die belast was met het mislezen in Eichem, mocht daarom geen mis meer lezen in de Sint-Martinuskerk. Toen hij tijdens de zondagse hoogmis vanaf de preekstoel moest meedelen dat zijn parochianen zich de volgende zondag moesten begeven naar Appelterre-Dorp om daar de mis bij te wonen, durfde niemand een kik te geven. Na de hoogmis daarentegen, in het café van Ciske Paap, gonsde het van verontwaardiging. Hij organiseerde algauw het verzet. Besloten werd dat hij met een delegatie in de loop van de week naar de pastorie in Appelterre zou gaan om tegen die onrechtvaardige beslissing te protesteren. Echter, de pastoor van Appelterre gaf niet toe. De mannen besloten daarom hogerop te gaan naar de deken in Ninove die zo ongeveer de hoogste geestelijke instantie was binnen hun bereik. De deken gaf Ciske Paap gelijk, maar beweerde dat hij er zelf niets kon aan doen. Ciske Paap - een diepgelovig man - waarschuwde de deken dat er volgende zondag niemand uit Eichem naar de H. Mis zou gaan indien er geen onderpastoor kwam en dat de geestelijkheid dat dan zelf op haar consciëntie zou hebben. De Eichemnaren van het verzet gingen van huis tot huis om de mensen ertoe te bewegen vooral niet in Appelterre naar de kerk te gaan. Die zondag om 8 uur 's ochtends - de tijd dat de onderpastoor normaal gezien H. Mis in Eichem las - stond het voor de Sint-Martinuskerk bomvol van het volk. Zelfs de mensen die halfweg Appelterre woonden en gewoonlijk daar naar de kerk gingen waren nu in Eichem aanwezig. Het werd kwart over acht, half negen, maar er kwam geen onderpastoor opdagen. Ciske Paap haalde toen een tafeltje uit zijn café, klom erop en verzocht om stilte. Een uur lang las hij de rozenkrans voor. De inwoners van Eichem lieten zich niet meer bij de pastoor of deken zien, maar baden zo drie zondagen lang rozenhoedjes voor de kerk. Op de 4e zondag stond de onderpastoor er weer en sindsdien is hij blijven komen. De aanhouder won. Franciscus de Paepe werd sindsdien de pastoor (paster) van Eichem genoemd. 
Dit voorval krijgt pas zijn volledige betekenis als men weet dat dit zich afspeelde in de jaren van de opkomst van priester Daens in Aalst (voor de Eerste Wereldoorlog). Het daensisme vindt haar ontstaan zowel in Appelterre als in Eichem door o.a. de nauwe betrokkenheid van de familie De Paepe die actief het weekblad De Werker van Pieter Daens - de broer van pastoor Daens - propageerde. Ook de toenmalige burgemeester van Appelterre-Eichem J.B. van Langenhaecke - eveneens hevig daensist - speelde hierin een grote rol in. Dat de Eichemnaren grote fan waren van pastoor Daens staken ze niet onder stoelen of banken. De pastoor van Appelterre daarentegen was voorstander van Woeste met alle gevolgen van dien.